# Dobroslav Jevđević
Dobroslav Jevđević, srpski političar i četnički vođa (Prača kraj Rogatice, 1895. - Rim, listopad 1962.)

## Životopis
Za Kraljevine Jugoslavije biran za narodnog zastupnika (rogatičkog i novosadskog kotara) na listi Samostalne demokratske stranke. Smatran najistaknutijim pripadnikom četničke organizacije u BiH i samozvanim vojvodom. Bio je čelnik vojvođanskog dijela ORJUNE, a poslije je bio član i Jugoslavenske nacionalne stranke. Nakon sloma kraljevine Jugoslavije 1941. bježi u Budvu a odatle u rujnu u okupirani Split gdje pod talijanskim patronatom djeluje četnička skupina, s ciljem stvaranja posebne srpske autonomije pod Italijom koja bi obuhvatila Dalmaciju, Liku, Bosnu i Hercegovinu. S I. Trifunovićem Birčaninom organizira suradnju četničkih postrojbi s talijanskim okupacijskim vlatima u borbi protiv partizana. Koordinira prebacivanje četničkih postrojbi iz Hercegovine u sjevernu Dalmaciju i Liku. Nakon njegova huškačkoga govora četnici su u listopadu 1942. na području prozorskog kotara (u sklopu talijanskih operacija) ubili više od tisuću Hrvata i nekoliko stotina muslimana. Nakon tog zločina vlasti NDH zatražile su od Talijana da protjeraju Jevđevića. Vjekoslav Vrančić i David Sinčić, predstavnici NDH kod talijanske II. armate traže smirivanje četničkih akcija i njihovo usmjeravanje prema partizanima. U lipnju 1942. Draža Mihailović šalje ga u Sloveniju da izvidi stanje i brojnost tamošnjih četnika. Uoči talijanske kapitulacije aktivan je u Dubrovniku odakle 3.IX.1943. odlazi u Rijeku i produžuje u Rim gdje se povezuje s njemačkom obavještajnom službom. U Trstu organizira izbjegle četnike i vraća ih u Opatiju gdje im se stavlja na čelo a 1944. vodi ih u Ilirsku Bistricu. Kao izaslanik D. Mihailovića (u dogovoru s posebnim njemačkim opunomoćenikom za jugoistok H. Neubacherom) djeluje u Sloveniji na objedinjavanju svih kolaboracionista i četnika radi stvaranja fronte protiv antifašističkih snaga. U proljeće 1945. bježi u Italiju gdje ga Savezničke vojne vlasti uhićuju i zatvaraju u logor Grottaglie. Tamo je neko vrijeme zatvoren s Viktorom Gutićem koji je izručen, a Jevđević se dokopao slobode i do smrti živio u Rimu.